# كازوهيرو موري
كازوهيرو موري (باليابانية: 森 一紘) (17 أبريل 1981 في إتامي في اليابان – )؛ هو لاعب كرة قدم ياباني سابق كان يلعب كلاعب وسط.

## روابط خارجية
- كازوهيرو موري على موقع رابطة كرة القدم اليابانية للمحترفين (اليابانية)
- كازوهيرو موري على موقع قاعدة بيانات كرة القدم.إي يو (الإنجليزية)
- كازوهيرو موري على موقع عالم كرة القدم.نت (الإنجليزية)